# لويس دا سيلفا
لويس دا سيلفا (3 أغسطس 1982 في الولايات المتحدة - ) (بالإنجليزية: Luis Da Silva)‏ هو ممثل وممثل تلفزيوني ولاعب كرة سلة أمريكي في مركز هجوم خلفي.

## وصلات خارجية
- لويس دا سيلفا على موقع IMDb (الإنجليزية)
- لويس دا سيلفا على موقع قاعدة بيانات الفيلم (الإنجليزية)